# Willis Brewer
Willis Brewer (* 15. März 1844 nahe Livingston, Sumter County, Alabama; † 30. Oktober 1912 in Montgomery, Alabama) war ein US-amerikanischer Rechtsanwalt und Politiker (Demokratische Partei).

## Werdegang
Willis Brewer besuchte eine Gemeinschaftsschule. Während des Amerikanischen Bürgerkrieges trat er im Alter von 18 Jahren in die Konföderiertenarmee ein und diente dort bis zum Ende des Krieges. Später war er als Journalist, Autor und Plantagenbesitzer tätig. Er studierte Jura, bekam 1870 seine Zulassung als Anwalt und fing dann in Haynesville (Alabama) an zu praktizieren. Im nachfolgenden Jahr war er als Schatzmeister (treasurer) von Lowndes County tätig. Dann war er zwischen 1876 und 1880 staatlicher Rechnungsprüfer.
Brewer verfolgte ebenfalls eine politische Laufbahn. Er war zwischen 1880 und 1882 sowie zwischen 1890 und 1894 Mitglied im Repräsentantenhaus von Alabama. Ferner diente er zwischen 1882 und 1890 sowie zwischen 1894 und 1897 im Senat von Alabama. Er wurde in den 55. US-Kongress gewählt und in den nachfolgenden 56. US-Kongress wiedergewählt. Bei seiner Kandidatur 1900 für den 57. US-Kongress erlitt er allerdings eine Niederlage. Er war im US-Repräsentantenhaus vom 4. März 1897 bis zum 3. März 1901 tätig. Nach Ablauf seiner Amtszeit nahm er seine Tätigkeit als Anwalt und Autor wieder auf, die er bis zu seinem Tod 1912 fortsetzte. Er wurde im Familienmausoleum auf der Cedars Plantage nahe Montgomery beigesetzt.